# Sociocracia
Sociocracia (do latim socĭu-, «sócio» + grego krateín, «mandar» +-ia), também chamada de "governança dinâmica”, é um sistema de governo, encontrado na Democracia participativa, no qual as decisões são tomadas considerando-se a opinião dos indivíduos de sua sociedade. 
É a forma de governo que proporciona às pessoas a condição de não apenas participar do processo, mas também de gerir em conjunto e onde a soberania é exercida pela sociedade como um todo, não apenas por algumas de suas partes, na procura da melhor decisão para o conjunto da sociedade, ou no mínimo obtendo o consentimento dos que não concordarem com os pontos de vista da maioria.
Nesse sistema, o poder e a soberania são exercidos pelo conjunto, que possui uma inteligência coletiva e é capaz de se auto-organizar.
O poder decisório é exercido diretamente pela sociedade que substitui um parlamento.
A população pode até eleger líderes ou representantes formais, porém ela participaria também de todas as tomadas de decisões.
Assim, as medidas governamentais receberiam sempre a consulta popular. Na Sociocracia uma sociedade atua como organismo vivo, sempre opinando e decidindo.
A sociocracia, quando adoptada para facilitar a organização de qualquer grupo que partilha uma visão e missão, desde associações a fábricas, escolas a empresas, é o ponto intermediário entre uma gestão hierárquica e uma autogestão.
Do ponto de vista organizativa, a sociocracia combina momentos horizontais com momentos verticais. Apoia-se no poder do círculo, em que as decisões são tomadas de forma horizontal. No entanto, este círculo pode inserir-se numa hierarquia mais complexa, cujos mecanismos de comunicação – sempre em dois sentidos através de uma dupla representação – foram discutidos com algum pormenor.

## História
O termo sociocracia foi cunhado em 1851 por Augusto Comte e depois utilizada num artigo de 1881 por Lester Frank Ward, que falou mais do assunto posteriormente em alguns livros de sua autoria.
O conceito teve início de sua aplicação prática com Kees Boeke na educação, o qual atualizou e expandiu o trabalho de Ward, implementando a primeira estrutura organizacional sociocrática numa escola, na Holanda. Em que usou tomadas de decisões por consenso, inspirado pelo grupo religioso Quakers, o qual ele parece ter descrito como a primeira organização sociocrática.
Entre o fim de 1960 e o início de 1970 o engenheiro Gerard Endenburg, ex-estudante de Boeke, continuou a desenvolver e aplicou os princípios do professor na companhia de engenharia elétrica que ele primeiro gerenciou e depois se tornou dono, e criou um método organizacional formal chamado Sociocratic Circle-Organization Method — SCM.
Esse conceito, como ferramenta de gestão, se popularizou dentro das organizações após o lançamento do livro “We the People”, de Sharon Villines e John Buck, em 2007. Mas só passou a se tornar viral quando os palestrantes James Priest e Bernhard Bockelbrink cocriaram a sociocracia 3.0 (S3).

## Regras clássicas
Boeke definiu três regras fundamentais:
1. Os interesses de todos os membros deveriam ser considerados e o indivíduo deveria respeitar o interesse do todo.
2. Nenhuma acção poderia ser tomada sem a solução que todos pudessem aceitar, e
3. Todos os membros deveriam aceitar as decisões de forma unânime. Se um grupo não fosse capaz de tomar uma decisão, a decisão deveria ser tomada pelo nível mais alto de representantes escolhidos por cada grupo.

O tamanho do grupo para tomada de decisões deveria estar limitado a 40 pessoas com uma pequena delegação de 5 a 6 pessoas para tomar decisões mais detalhadas. Para grupos maiores uma estrutura de representantes é escolhida por esses grupos para tomadas de decisões.

## Princípios da S3
Mantendo três princípios básicos que são a igualdade, transparência e eficiência (que não deve ser confundido com eficácia). Temos:
1. Princípio da eficácia. - O tempo deve ser dedicado apenas naquilo que nos aproxima de nossos objetivos. Reuniões desnecessárias e que não geram insights são descartadas no modelo S3. Portanto, é importante que todos os indivíduos gastem algum tempo aprendendo a priorizar atividades.
2. Princípio do empirismo. - Mais importante do que discutir hipóteses é estar pautado em evidências. Portanto, tudo deve ser testado, experimentado, revisado e avaliado de acordo com a realidade. O valor é dado para aquilo que envolve informações concretas de sua eficácia.
3. Princípio do consentimento. - Na sociocracia 3.0, o poder está nas mãos dos bons argumentos, e não de líderes ou gestores. Assim, as tomadas de decisões são baseadas em argumentações. Não é preciso que 100% do grupo esteja em conformidade, mas é preciso que exista coerência e democracia nas deliberações. Ou se, que todas as decisões tomadas precisam ser consentidas pelas partes envolvidas[2].
4. Princípio de melhoria contínua. - A evolução é orgânica, portanto, é preciso ter abertura para mudanças. Só assim é possível acomodar novos aprendizados e transformações. Também é importante documentar e compartilhar novos aprendizados para evitar gerar gargalos com a repetição de padrões antigos e pouco eficazes.
5. Princípio da equivalência. - Durante uma tomada de decisões, é preciso envolver as pessoas que serão afetadas por aquela decisão. Afinal, se uma pessoa será afetada, isso significa que ela é a pessoa ideal para ser ouvida sobre aquele assunto.
6. Princípio da transparência. - Transparência total é um dos principais valores da S3. Todas as informações precisam ser compartilhadas em conjunto, pois só assim é possível que todos sejam aptos a contribuir com as decisões. Acordos de confidencialidade são feitos apenas com propósitos muito bem estabelecidos.
7. Princípio da responsabilidade. - Uma sociedade sem soberanos só funciona com base na responsabilidade individual. Cada pessoa precisa estar completamente ciente de suas funções para cumprir os próprios acordos e fazer a gestão de si mesma[5].

## Ligação externa
- Sociocracia, “A Sociedade no Poder”
- «www.sociocracy.info» (em inglês)
- www.sociocratie.net(em francês)